# Jean-François Marmontel

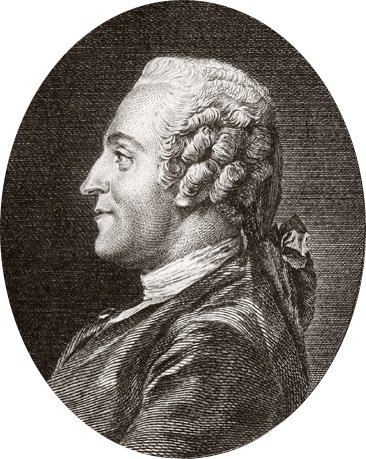
Jean-François Marmontel

Jean-François Marmontel, född den 11 juli 1723 i Bort-les-Orgues i Corrèze, död den 31 december 1799 i Gaillon vid Évreux, var en fransk författare och rikshistoriograf.

## Biografi
Marmontel var son till en fattig skräddare och studerade hos jesuiterna i Toulouse och tog 16 år gammal tonsuren. År 1743 tävlade han i Académie des Jeux floraux där med ett poem om "L'invention de la poudre". Han erhöll inte något pris, varför han skrev till Voltaire och protesterade. Denne sände honom med en anbefallning 1745 till Paris, där han gjorde stor lycka med några medelmåttiga tragedier i Voltaires stil, bland annat Denys le tyran (1748) och Aristoméne (1749), och kom på modet. Genom madame de Pompadours bemedling blev han 1753 sekreterare vid Versailles-byggnaderna och innehade 1758-1759 det inbringande privilegiet att utge den officiella tidningen Mercure, men förlorade det på grund av ett satiriskt utfall mot hertigen av Aumont och måste till och med tillbringa några dagar på Bastiljen.
Höjden av sitt rykte uppnådde han med sina sentimentala och moraliska Contes moraux (2 dlr, 1756-1761) och Nouveaux contes moraux (1791-93). De översattes på främmande språk, efterliknades, dramatiserades och gjorde honom europeiskt berömd. I samma stil är hans politiska roman Bélisaire (1767; Belisar, 1768 översatt av Joakim Vilhelm Liliestråle, nya upplagor 1778 och 1799), högt skattad av samtiden, men numera bortglömd. Dess femtonde kapitel innehöll ett försvar för toleransen, som ådrog honom förföljelse av Sorbonne, men försvarades av Voltaire.
Marmontels andra roman, Les Incas ou la destruction de Vempire de Perou (1777; Incas eller kejsardömet Perus förstöring, 1795 -1796) angrep likaledes fanatismen; den är i vissa avseenden en föregångare till Chateaubriands Atala. (En episod därur har legat till grund för Adlerbeth-Naumanns opera Cora och Alonzo 1782, samt Kotzebues Die Sonnenjungfrau; översatt under titeln Cora eller solens prestinna, 1794.)
Marmontel författade även under sina senare år texten till operor, Le Huron (1768, m. fl.), särskilt omtyckta komiska operor, bland annat Lucile (1769; svensk översättning 1776), Sylvain (1770), Zemire et Azor (1771; Zemir och Azor, 1778; alla tre översatta av Anna Maria Lenngren), och La fausse magie (1774; Den falska svartkonsten, 1792), samtliga tonsatta av André Grétry.
I striden mellan Niccolò Piccinnis och Glucks anhängare tog Marmontel parti för den italienska musiken. Även som kritiker hade han varit verksam. I sin Poétique francoise (3 band, 1763) angriper han Boileau och klassiciteten samt visar sig som en halvt tveksam föregångare till den senare romantiska rörelsen. Som medarbetare i den stora encyklopedien skrev Marmontel en serie artiklar om litteraturen, vilka sedan samlades under titeln Les elements de littérature (6 band, 1787; ny upplaga i tre band 1846-1847); de tillhör hans bästa skrifter.
Marmontel blev medlem av Franska akademien 1763 och utsågs 1783 till dess ständige sekreterare (efter d'Alembert) samt 1772 till rikshistoriograf (efter Duclos). 1797 var han en tid medlem av de gamles råd, men avlägsnades därur 18 fructidor år V (4 september 1797).
Marmontel ansågs av samtiden för en av Frankrikes bästa pennor; han korresponderade med flera av Europas kungligheter (till exempel Gustav III, vars bekantskap med honom förmedlades av Creutz, som stod Marmontel nära). Som författare har han betecknats som en lärjunge av Voltaire, men han har också upptagit mycket av Rousseau och av de engelska romanernas borgerliga sentimentalitet. Han tillhör dessa klassicitetens sista författare, som på samma gång de uttrycka de härskande upplysningsidéerna redan varsla om romantikens ankomst.
Numera läses av Marmonteles skrifter endast hans Mémoires (1805; nyare upplagor 1846, 1880, 1891), vilka omfattar en tidrymd av femtio år och erbjuder ett mycket intressant porträttgalleri från detta märkvärdiga sekel. Bättre än hans Contes visar de vilken förträfflig berättare han var. Som människa var Marmontel fullt aktningsvärd, visserligen världsklok och skeptisk, men aldrig begagnande sig av dåliga medel. I Sverige ha hans skrifter spelat en mycket stor roll. Hans Oeuvres complétes utgavs 1818-1819 i 19 band, 1819-1820 i sju band, Oeuvres choisies 1814 -1827 i tolv band.